# Ảo ảnh Barberpole

Hình 1: Một ví dụ về ảo ảnh barberpole. Lưới đang thực sự trôi xuống dưới và sang phải ở 45 độ, nhưng chuyển động của nó được bắt bởi trục kéo dài của khẩu độ.

Ảo ảnh Barberpole hoặc Ảo ảnh cột thợ cắt tóc là một ảo ảnh thị giác cho thấy sự việc xử lý chuyển động trực quan trong bộ não của con người. Ảo ảnh thị giác vật lý học này xảy ra khi một cực sọc theo đường chéo được xoay quanh trục thẳng đứng của nó (theo chiều ngang), nó xuất hiện như thể các sọc đang di chuyển theo hướng trục thẳng đứng của nó (xuống trong trường hợp của hình động bên phải) thay vì xung quanh nó.

## Lịch sử

Hình 2: Cột của thợ cắt tóc.

Các cột thợ cắt tóc thường được tìm thấy bên ngoài cửa hàng cắt tóc.
Vào năm 1929, nhà tâm lý học J.P. Guilford đã không chính thức ghi nhận một nghịch lý trong chuyển động cảm nhận của các sọc quay trên một cột cắt tóc. Các cột thợ cắt tóc quay tại chỗ trên trục thẳng đứng của nó, nhưng các sọc xuất hiện để di chuyển lên trên chứ không phải là quay với cột. Guilford tạm thời cho rằng hiện tượng chuyển động mắt, nhưng thừa nhận sự vắng mặt của dữ liệu về câu hỏi.
Vào năm 1935, Hans Wallach đã xuất bản một loạt các thí nghiệm liên quan đến chủ đề này, nhưng kể từ khi bài báo được viết bằng tiếng Đức, các nhà nghiên cứu nói tiếng Anh không được biết đến ngay lập tức. Một bản tóm tắt tiếng Anh của nghiên cứu được xuất bản năm 1976 và bản dịch tiếng Anh hoàn chỉnh của bài báo năm 1935 được xuất bản năm 1996. Phân tích của Wallach tập trung vào sự tương tác giữa các điểm cuối của đường chéo và khẩu độ ẩn được tạo ra bởi các cạnh của cột.

## Giải thích

Hình 3: Trong ví dụ này, chuyển động của lưới tương tự như trong Hình 1, nhưng khẩu độ là đẳng hướng.

Ảo ảnh này xảy ra bởi vì một thanh hoặc đường viền trong một khung tham chiếu không cung cấp thông tin về hướng chuyển động "thực" của nó. Chuyển động thực tế của dòng có nhiều khả năng. Hình dạng của khẩu độ do đó có xu hướng xác định hướng cảm nhận của chuyển động cho một đường viền di chuyển khác.  Khẩu độ kéo dài theo chiều dọc làm cho chuyển động thẳng đứng chiếm ưu thế trong khi khẩu độ kéo dài theo chiều ngang làm cho chuyển động ngang chiếm ưu thế. Trong trường hợp khẩu độ tròn hoặc hình vuông, hướng chuyển động nhận thức thường là trực giao với hướng của các sọc (đường chéo, trong trường hợp này). Hướng nhận thức của chuyển động liên quan đến việc chấm dứt các điểm kết thúc của đường thẳng trong biên giới bên trong của bộ lọc. Ví dụ, khẩu độ dọc có cạnh dài hơn theo hướng dọc, tạo ra một số lượng lớn các điểm kết thúc di chuyển theo chiều dọc một cách rõ ràng. Tín hiệu chuyển động mạnh mẽ này buộc chúng ta phải cảm nhận chuyển động thẳng đứng. Về mặt chức năng, Về mặt chức năng, cơ chế này đã phát triển để đảm bảo rằng chúng ta nhận thấy một mô hình chuyển động như một bề mặt cứng nhắc di chuyển theo một hướng.
Các nơron nhạy cảm chuyển động riêng trong hệ thống thị giác chỉ có thông tin giới hạn, vì chúng chỉ thấy một phần nhỏ của trường thị giác (một tình huống được gọi là "vấn đề khẩu độ"). Trong trường hợp không có thông tin bổ sung, hệ thống thị giác thích chuyển động chậm nhất có thể: tức là, chuyển động trực giao với đường di chuyển. Các tế bào thần kinh đã được xác định trong vỏ não thị giác của các chồn, hoạt động trong đó có thể tương ứng với nhận thức về các mẫu như cột cắt tóc.